# Seleção Nigeriana de Futebol Feminino
A Seleção Nigeriana de Futebol Feminino representa a Nigéria nas competições de futebol feminino. Ela é filiada à FIFA, à CAF e à WAFU.

## História
É considerada a melhor seleção de futebol feminino da África na atualidade. Na Copa do Mundo de Futebol Feminino, participou de todas as edições, sendo que sua melhor colocação foi um 7º lugar em 1999. Nos Jogos Pan-Africanos é atual bicampeã, tendo vencido o torneio de futebol em 2003 e 2007. A Nigéria participou de três Olimpíadas entre 2000 e 2008, chegando às quartas de final em Atenas 2004.

## Títulos
- Jogos Pan-Africanos: medalha de ouro - 2003, 2007

## Campanhas destacadas
- Copa do Mundo de Futebol Feminino: 7º lugar - 1999